# Bill Gunter

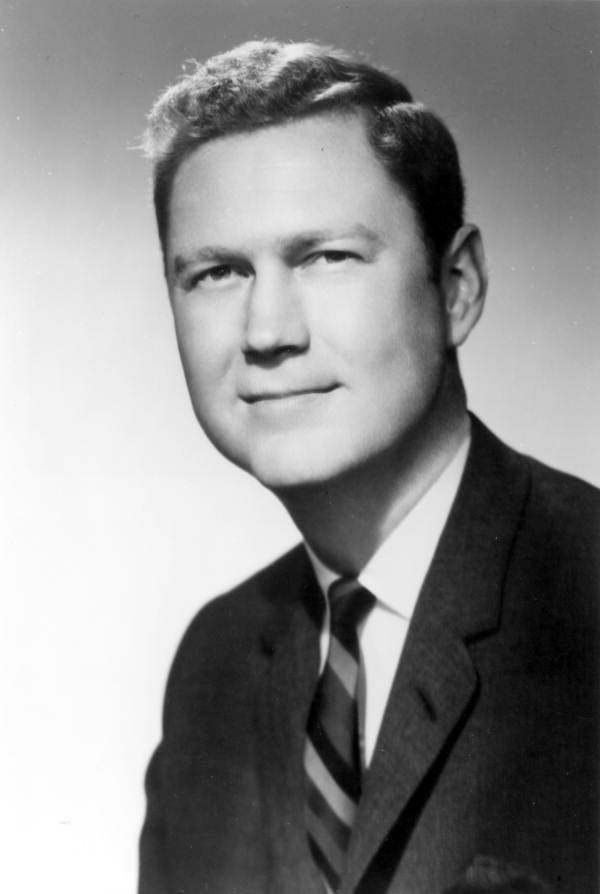
Bill Gunter (1969)

William Dawson „Bill“ Gunter (* 16. Juli 1934 in Jacksonville, Florida; † 8. April 2024 in Tallahassee, Florida) war ein US-amerikanischer Politiker. Zwischen 1973 und 1975 vertrat er den Bundesstaat Florida im US-Repräsentantenhaus.

## Werdegang
Bill Gunter besuchte die öffentlichen Schulen in Live Oak und bis 1956 die University of Florida in Gainesville. Anschließend studierte er bis 1957 an der University of Georgia in Athens. In den Jahren 1957 und 1958 diente Gunter als Soldat in der US Army. In der Folge arbeitete er als Lehrer, Geschäftsmann und Landwirt. Damals wurde er Vorsitzender der bundesweiten Vereinigung Future Farmers of America.
Politisch schloss sich Gunter der Demokratischen Partei an. Zwischen 1966 und 1972 saß er im Senat von Florida. Bei den Kongresswahlen des Jahres 1972 wurde er im fünften Wahlbezirk von Florida in das US-Repräsentantenhaus in Washington, D.C. gewählt, wo er am 3. Januar 1973 die Nachfolge von Louis Frey antrat, der in den neunten Distrikt wechselte. Da er im Jahr 1974 auf eine weitere Kandidatur verzichtete, konnte er bis zum 3. Januar 1975 nur eine Legislaturperiode im Kongress absolvieren. Diese war von den Ereignissen der Watergate-Affäre bestimmt.
1974 strebte er erfolglos die demokratische Nominierung für die Wahlen zum US-Senat an, die stattdessen an Richard Stone ging. Zwischen 1976 und 1988 war er Finanzminister und Versicherungsbeauftragter der Regierung von Florida. Außerdem war er als Fire Marshal für die Feuerwehrbelange seines Staates zuständig. Im Jahr 1980 unterlag er bei der Wahl zum US-Senat der Republikanerin Paula Hawkins; 1988 scheiterte sein letzter Versuch, doch noch in den Senat gewählt zu werden, als er in der Primary seiner Partei Buddy MacKay unterlag.
Zuletzt arbeitete Bill Gunter für eine in Tallahassee ansässige Versicherungsagentur. Außerdem gehörte er verschiedenen Handelsvereinigungen an und war als Lobbyist tätig.

## Einzelnachweis
1. ↑  Bill Gunter, 89, former congressman and state official, dies at Tallahassee home. In: aol.com. 9. April 2024, abgerufen am 9. April 2024 (englisch).

| Personendaten    | Personendaten               |
| ---------------- | --------------------------- |
| NAME             | Gunter, Bill                |
| ALTERNATIVNAMEN  | Gunter, William Dawson      |
| KURZBESCHREIBUNG | US-amerikanischer Politiker |
| GEBURTSDATUM     | 16. Juli 1934               |
| GEBURTSORT       | Jacksonville, Florida       |
| STERBEDATUM      | 8. April 2024               |
| STERBEORT        | Tallahassee, Florida        |